# Pławuczy Most
Pławuczy Most – dawna kolonia. Tereny na których leżała znajdują się obecnie na Białorusi, w obwodzie mińskim, w rejonie miadzielskim, w sielsowiecie Słoboda.

## Historia
W czasach zaborów wieś w granicach Imperium Rosyjskiego.
W dwudziestoleciu międzywojennym zaścianek a następnie kolonia leżała w Polsce, w województwie wileńskim, w powiecie duniłowickim (od 1926 postawskim), w gminie Miadzioł a następnie w gminie Hruzdowo.
Według Powszechnego Spisu Ludności z 1921 roku zamieszkiwały tu 24 osoby, 15 było wyznania rzymskokatolickiego a 9 prawosławnego. Jednocześnie 15 mieszkańców zadeklarowało polską a 9 białoruską przynależność narodową. Było tu 3 budynków mieszkalnych. W 1931 w 4 domach zamieszkiwało 27 osób.
Wierni należeli do parafii rzymskokatolickiej i prawosławnej w Hruzdowie. Miejscowość podlegała pod Sąd Grodzki w Postawach i Okręgowy w Wilnie; właściwy urząd pocztowy mieścił się w Hruzdowie.
W 1938 roku miejscowość należała do gromady Posopowo gminy Hruzdowo.
Po agresji ZSRR na Polskę w 1939 roku wieś znalazła się w granicach BSRR. W latach 1941–1944 była pod okupacją niemiecką. Następnie leżała w BSRR. Od 1991 roku w Republice Białorusi.